# Žabovlatka
Žabovlatka (konačac vodeni, vodeni konac, vodnica, lat. Callitriche), rod vodenih trajnica iz porodice trpučevki, nekada uključivane u vlastitu porodicu žabovlatkovki (Callitrichaceae).
Na popisu se nalazi 60 priznatih vrsta, od čega 9 vrsta i podvrsta raste i u Hrvatskoj.

## Vrste
1. Callitriche alata A.I.Baranov & Skvortsov
2. Callitriche albomarginata Fassett
3. Callitriche anisoptera Schotsman
4. Callitriche antarctica Engelm. ex Hegelm.
5. Callitriche aucklandica R.Mason
6. Callitriche brachycarpa Hegelm.
7. Callitriche brevistyla Lansdown
8. Callitriche brutia Petagna
9. Callitriche christensenii Christoph.
10. Callitriche compressa N.E.Br.
11. Callitriche cophocarpa Sendtn.
12. Callitriche cribrosa Schotsman
13. Callitriche cycloptera Schotsman
14. Callitriche deflexa A.Braun ex Hegelm.
15. Callitriche fassettii Schotsman
16. Callitriche favargera Schotsman
17. Callitriche fehmedianii Majeed Kak & Javeid
18. Callitriche fuscicarpa Lansdown
19. Callitriche glareosa Lansdown
20. Callitriche hamulata Kütz. ex W.D.J.Koch
21. Callitriche hedbergiorum Schotsman
22. Callitriche hermaphroditica L., jesenska žabovlatka
23. Callitriche heterophylla Pursh
24. Callitriche heteropoda Engelm. ex Hegelm.
25. Callitriche × hybrida E.H.L.Krause
26. Callitriche japonica Engelm. ex Hegelm.
27. Callitriche keniensis Schotsman
28. Callitriche lechleri (Hegelm.) Fassett
29. Callitriche lenisulca Clavaud
30. Callitriche longipedunculata Morong
31. Callitriche lusitanica Schotsman
32. Callitriche mandonis Van Heurck & Müll.Arg.
33. Callitriche marginata Torr.
34. Callitriche mathezii Schotsman
35. Callitriche mouterdei Schotsman
36. Callitriche muelleri Sond.
37. Callitriche nubigena Fassett
38. Callitriche obtusangula Le Gall
39. Callitriche occidentalis Hegelm.
40. Callitriche oreophila Schotsman
41. Callitriche palustris L., proljetna žabovlatka
42. Callitriche pedunculosa Nutt.
43. Callitriche peploides Nutt.
44. Callitriche petriei R.Mason
45. Callitriche platycarpa Kütz., plosnatoplodna žabovlatka
46. Callitriche pulchra Schotsman
47. Callitriche quindiensis Fassett
48. Callitriche raveniana Lansdown
49. Callitriche regis-jubae Schotsman
50. Callitriche rimosa Fassett
51. Callitriche sonderi Hegelm.
52. Callitriche stagnalis Scop., jezerska žabovlatka
53. Callitriche stenoptera Lansdown
54. Callitriche terrestris Raf.
55. Callitriche transvolgensis Tzvelev
56. Callitriche trochlearis Fassett
57. Callitriche truncata Guss.,  odrezana žabovlatka
58. Callitriche umbonata Hegelm.
59. Callitriche × vigens K.Martinsson
60. Callitriche vulcanicola Schotsman
61. Callitriche wightiana Wall. ex Wight & Arn.